# مسیه ۱۱۰
مسیه ۱۱۰(به انگلیسی: Messier 110) (یا M110 و NGC 205)یک کهکشان کوتوله بیضوی و از کهکشان‌های اقماری کهکشان اندرومدا می باشد و این کهکشان از کهکشان هایی بوده که در گذشته با اندرومدا برخورد کرده و تنها هسته اش باقی ماند و ستاره ها و گاز هایش جذب کهکشان اندرومدا شده‌اند 